# Apple Watch
Az Apple Watch az Apple Inc. okosórája, amelyet 2014. szeptember 9-én mutatott be az Apple. Két készüléket (iPhone 6, iPhone 6 Plus) és az órát mutatta be egyszerre a cég. Az Apple Watch első generációja 2015. április 24-én került a boltokba.
A legújabb változatot (series 10) 2024 szeptemberében mutatta be.

## Jellemzői
Az órán az újonnan bemutatott Apple Pay mobilfizetési mód alkalmazható. Irányítani képes az Apple TV-t, walkie-talkie-ként használható, méri a napi aktivitásunkat, 50 méterig vízálló, beépített EKG.

## Kinézete
Az óra három kivitelezésben készül - Apple Watch, Apple Watch Sport és Apple Watch Edition -, mindhárom 40 és 44 mm-es méretben. Nyomásérzékelős kijelzőt kap, amely képes megkülönböztetni a kijelző érintését és nyomását. Töltése a MagSafe-hez hasonló mágneses kábellel lehetséges, amelyet az Apple régebben a MacBookoknál alkalmazott.

## Technológia
Az Apple Watch az Apple S4 üzemel, rezgő jelzésekre képes, beépített szívritmus-érzékelővel rendelkezik. Az infravörös, a látható fény és a fotodióda kombinációját használja. Kompatibilis az iPhone 5, iPhone 5c, iPhone 5s iPhone SE, iPhone 6, iPhone 6 Plus, iPhone 7 és iPhone 7 Plus telefonkészülékekkel. Wi-Fi-n és bluetoothon keresztül kapcsolódhat a telefonokhoz.

## Fogadtatás
A 2015. szeptember 9-i bemutatót követően a közösségi oldalakon vegyes fogadtatásra lelt mind a két új iPhone-készülék, mind az Apple Watch. Egyes vélemények szerint kevés volt az újdonság, nevetségesnek tartották a bemutatót, mások alig várták, hogy kipróbálhassák őket.

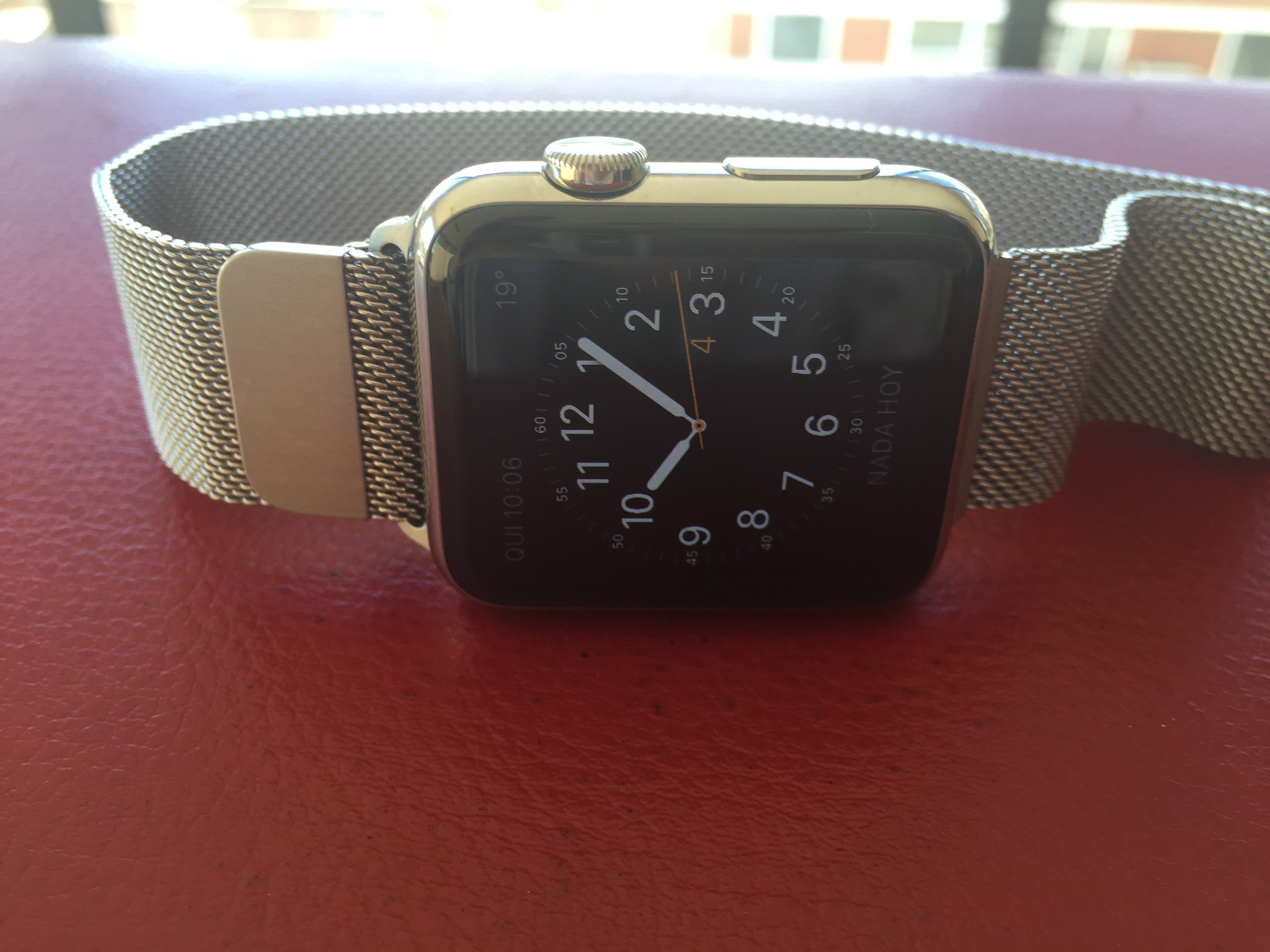
Apple Watch